# Le piante di Omero
Le piante di Omero è un'opera di Friedrich Anton Wilhelm Miquel pubblicata nel 1835.
L'autore esamina attentamente le piante citate nei poemi omerici. I suoi sforzi mirano ad identificarle con precisione, a risalire all'uso che se ne faceva ai tempi del poeta, ad interpretare il significato simbolico che rivestono all'interno delle sue opere. Miquel si pone in continuità con il lavoro di altri importanti studiosi contemporanei come Sprengel, Dierbach, Smith, Tournefort, e degli immortali autori Greci, soprattutto Dioscoride e Teofrasto.

## Identificazione delle piante
Buona parte degli sforzi profusi dagli studiosi dell'epoca miravano all'identificazione di quelle piante che il poeta talvolta descriveva solo sommariamente.
“La determinazione delle piante che compaiono nei poemi epici è tutt'altro che semplice. Quasi sempre se ne fa il nome ma non vengono descritte; si è dunque obbligati a prendere in esame gli epiteti, i quali sovente contengono qualche indicazione, o qualche caratteristica singolare, o a valutare come venivano utilizzate. Anche il luogo di origine, la località, la fioritura, ecc., contribuiscono all'identificazione, ed anche il nome stesso, poiché talvolta è possibile rintracciare un certo significato etimologico, talaltra compare negli scritti di autori omerici posteriori. ”
Estratto dalla prefazione del libro.

## Piante esaminate
L'opera è divisa in sette capitoli, in ognuno dei quali i vegetali vengono presi in esame singolarmente.
Nel primo capitolo Miquel si occupa dei cereali, nel secondo degli arbusti e degli alberi da frutto, seguono alberi e arbusti selvatici, piante da coltivazione, piante celebri per i poteri occulti e le proprietà officinali, fiori, e piante spontanee.

## Piante magiche e simbolismo
Alcune delle piante descritte furono utilizzate dagli eroi dei poemi epici volendosi servire delle proprietà magiche che avrebbero dispensato. Nel corso dei secoli molti autori hanno voluto dare il loro contributo all'identificazione di queste piante, tra cui citiamo il Moly e il Nepente, impresa che peraltro si è rivelata piuttosto ardua.  Una cospicua tradizione inoltre ha voluto sottolineare la presenza nei racconti mitologici di un linguaggio simbolico che, a mezzo di alberi, fiori e frutti, suggerirebbe significati diversi da quelli che appaiono evidenti dallo svolgersi degli eventi. 

“Finito il ragionar, l'erba salubre
Porsemi già dal suol per lui divelta,
E la natura divisonne: bruna
N'è la radice; il fior bianco di latte;
Moli i Numi la chiamano: resiste
Alla mano mortal, che vuol dal suolo
Staccarla; ai Dei, che tutto ponno, cede.”
Vincenzo Monti, Odissea.

## Storia della botanica
In coda al libro è stato aggiunto un estratto dalla storia della botanica di Kurt Polycarp Sprengel, contemporaneo dell'autore e più volte citato nel saggio per aver affrontato il medesimo tema, giungendo talvolta a conclusioni diverse.

## Edizioni
- Friedrich Anton Wilhelm Miquel, Le piante di Omero, 2015, ISBN 9786051764177.